# Siège de Dieppe
Guerre de Cent Ans
Batailles
Le siège de Dieppe est un épisode majeur de la guerre de Cent Ans, qui se déroula du 2 novembre 1442 au 15 août 1443 à Dieppe, dans le royaume de France. Il oppose les armées du royaume de France et du royaume d'Angleterre.

## Déroulement
Après les pertes d’Évreux et de Louviers, John Talbot se replie et met le siège devant Dieppe le 2 novembre 1442. Il fait dresser une bastille en bois au sommet de la falaise du Pollet qu'il garnit de 200 canons qui pilonnent la ville de manière régulière et qui renferme environ 1500 combattants qui n'hésitent pas à entreprendre des sorties parfois meurtrières repoussées par les habitants de la ville.
Le 29 novembre, Jean d'Orléans, comte de Dunois arrive en ville avec environ 800 hommes qui s’ajoutent aux 300 qui composent la garnison de la ville commandée par Charles des Marets (en) qui avait repris la ville aux anglais en 1435, secondé par  les chevaliers Jean Maquerel, Jacquet de Grincourt et Roger de Criquetot et d’un écuyer, Hector du Seel. Peu de temps après son arrivée, il y laisse sa compagnie et 3 écuyers : Artus de Longueval, Thomas Drouin et un nommé Védille.
Talbot repart en Angleterre pour chercher secours et munitions et laisse environ 600 hommes sous le commandement de son bâtard, de Guillaume Peyto et de Guillaume de Rapelay.
En mars 1443, le roi envoie Tugdual de Kermoysan, écuyer breton, prendre le commandement de la garnison avec environ 100 hommes confiés à Guillaume de Ricarville.
Les choses s’éternisent et tandis que Charles VII est à Poitiers il nomme le Dauphin lieutenant-général des pays entre Seine et Somme. Ce dernier lève des fonds tout le long du chemin et à Abbeville, il fait mander Tugdual de Kermoysan afin d’avoir une vision de la situation. Il prend alors la route de Dieppe accompagné de Dunois, de Louis de Luxembourg, comte de Saint-Pol, de Robert Ier de Sarrebruck-Commercy, de Raoul de Gaucourt et d’autres chevaliers, soit environ 1 600 hommes. La troupe s’arrête à Eu où le Dauphin envoie Tugdual de Kermoysan et 300 hommes faire le siège de la bastille et empêcher celle-ci d’être ravitaillée.
Le 11 août, le Dauphin arrive enfin devant Dieppe et, après avoir laissé souffler son ost, il dépêche devant la forteresse anglaise environ 600 hommes  qui repoussent 2 sorties ennemies pendant la nuit.
Du 12 au 14 août, le Dauphin, Saint-Pol, Commercy, Dunois et Gaucourt bivouaquent devant la bastille.
Le matin du 15 août, les trompettes sonnent l’assaut et 5 ou 6 ponts de bois, construits dans la ville par des charpentiers de marine, apparaissent pour aider au franchissement des fossés. L’affrontement est âpre et les Anglais jettent des pierres et tirent des traits qui tuent une centaine de Français et en blessent le triple. Proche de la rupture, le Dauphin monte lui-même à l’assaut et devant tant de témérité, l’attaque reprend plus ardemment jusqu’à ce que cette vague furieuse ait raison de la résistance anglaise.
Les hommes de langue française trouvés dans l’enceinte sont tous tués sur ordre du Dauphin ainsi que quelques Anglais injurieux envers sa personne. Le bâtard de Talbot, Guillaume Peyto et Guillaume de Rapelay sont faits prisonniers. La bastille est détruite et les canons confisqués sont portés en ville.
Par ordonnance du roi, Dieppe est ravitaillée en vivres, vins, etc. par les navires de Guillaume de Coëtivy, frère de l’amiral, venus de Bretagne.
Avant la bataille, le Dauphin avait fait le vœu de reconstruire Notre-Dame de Cléry si "la Sainte-Vierge luy faisoit la grâce de repousser ses ennemis".

## Sources
- "Chroniques de Charles VII, roi de France", tome 2, par Jean Chartier, 1858, éd. Paris, p° 36-42.
- "Histoire des Ducs de Bourgogne de la maison des Valois 1364-1477", tome 7, par Prosper Brugière, baron de Barante, 1826, p° 164-165.
- Anne Curry (dir.) et Véronique Gazeau (dir.), La guerre en Normandie (XIe – XVe siècle)., Caen, Presses universitaires de Caen, 2018 (ISBN 978-2-381-85009-2, 2-381-85009-0 et 978-2-841-33889-4, OCLC 1366276800), p° 231-245.